# Nikolaj Tichonov (ruimtevaarder)
Nikolaj Vladimirovitsj Tichonov (Russisch: Николай Владимирович Тихонов) (Novomoskovsk, 23 mei 1982) is een Russisch ruimtevaarder.
Op 11 oktober 2006 werd Tichonov geselecteerd om te trainen als astronaut bij het Kosmonautentrainingscentrum Joeri Gagarin. Hij voltooide zijn training in juni 2009. Hij maakte onderdeel uit van de reservebemanning voor Sojoez MS-02. 
Tichonov stond gepland om in 2018 deel te nemen aan ISS-Expeditie 57 en ISS-Expeditie 58. Zijn deelname aan deze missies werd echter geschrapt, omdat de bemanning werd teruggebracht naar vijf leden. Daarna stond hij gepland om in april 2020 deel te nemen aan ISS-Expeditie 62 en ISS-Expeditie 63 maar Roskosmos besloot in februari 2020 de kosmonauten van Sojoez MS-16 om medische redenen te vervangen door hun reservebemanning. Volgens Russische media had Tichonov een oogblessure opgelopen toen hij tegen een tak liep.